# Shannonomyia (Shannonomyia) bruneriana bruneriana
Shannonomyia (Shannonomyia) bruneriana bruneriana is een ondersoort van de tweevleugelige Shannonomyia (Shannonomyia) bruneriana uit de familie steltmuggen (Limoniidae). De ondersoort komt voor in het Neotropisch gebied.